# Saanen
Saanen (toponimo tedesco) è un comune svizzero di 6 901 abitanti del Canton Berna, nella regione dell'Oberland (circondario di Obersimmental-Saanen, del quale è il capoluogo).

## Storia
Saanen è stato il capoluogo dell'omonimo distretto fino alla sua soppressione nel 2009.

## Monumenti e luoghi d'interesse

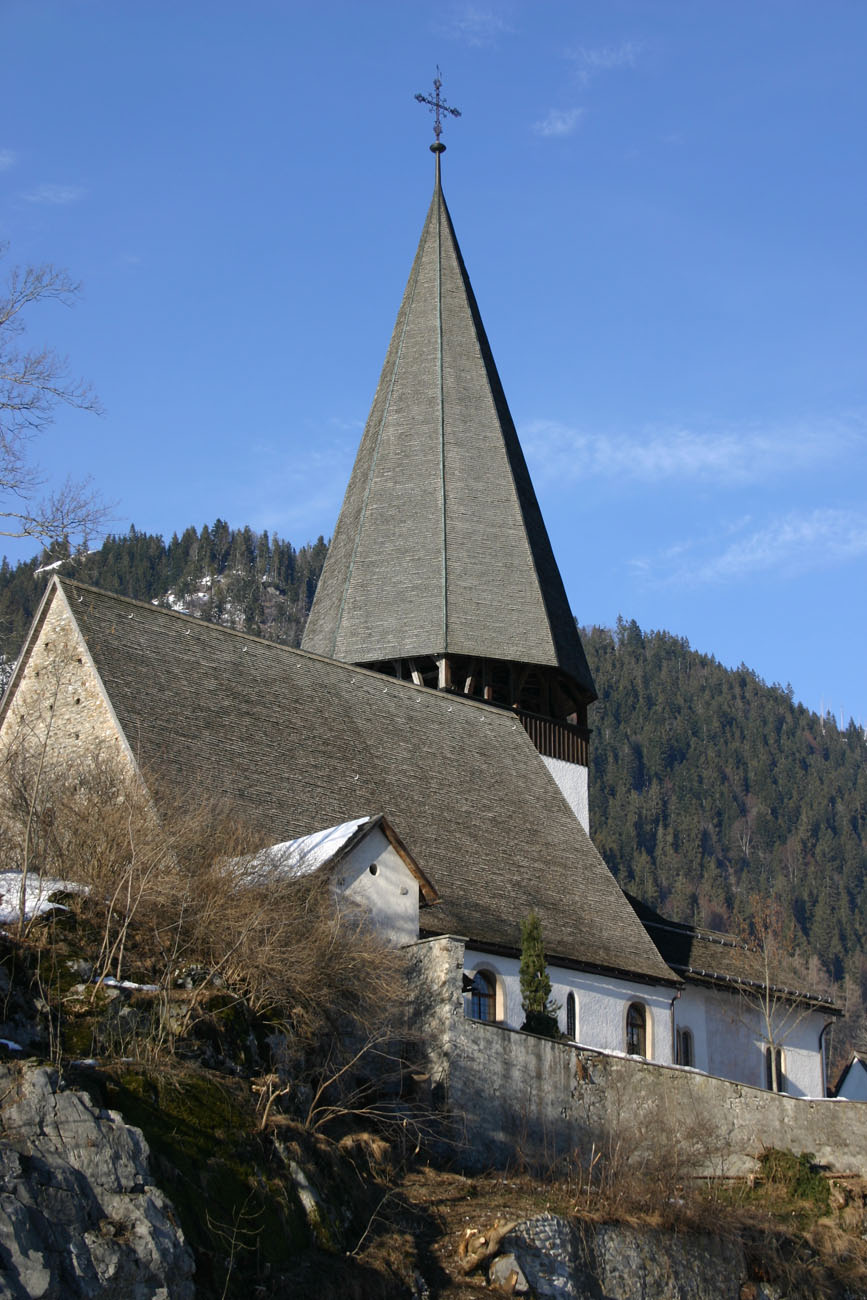
La chiesa riformata

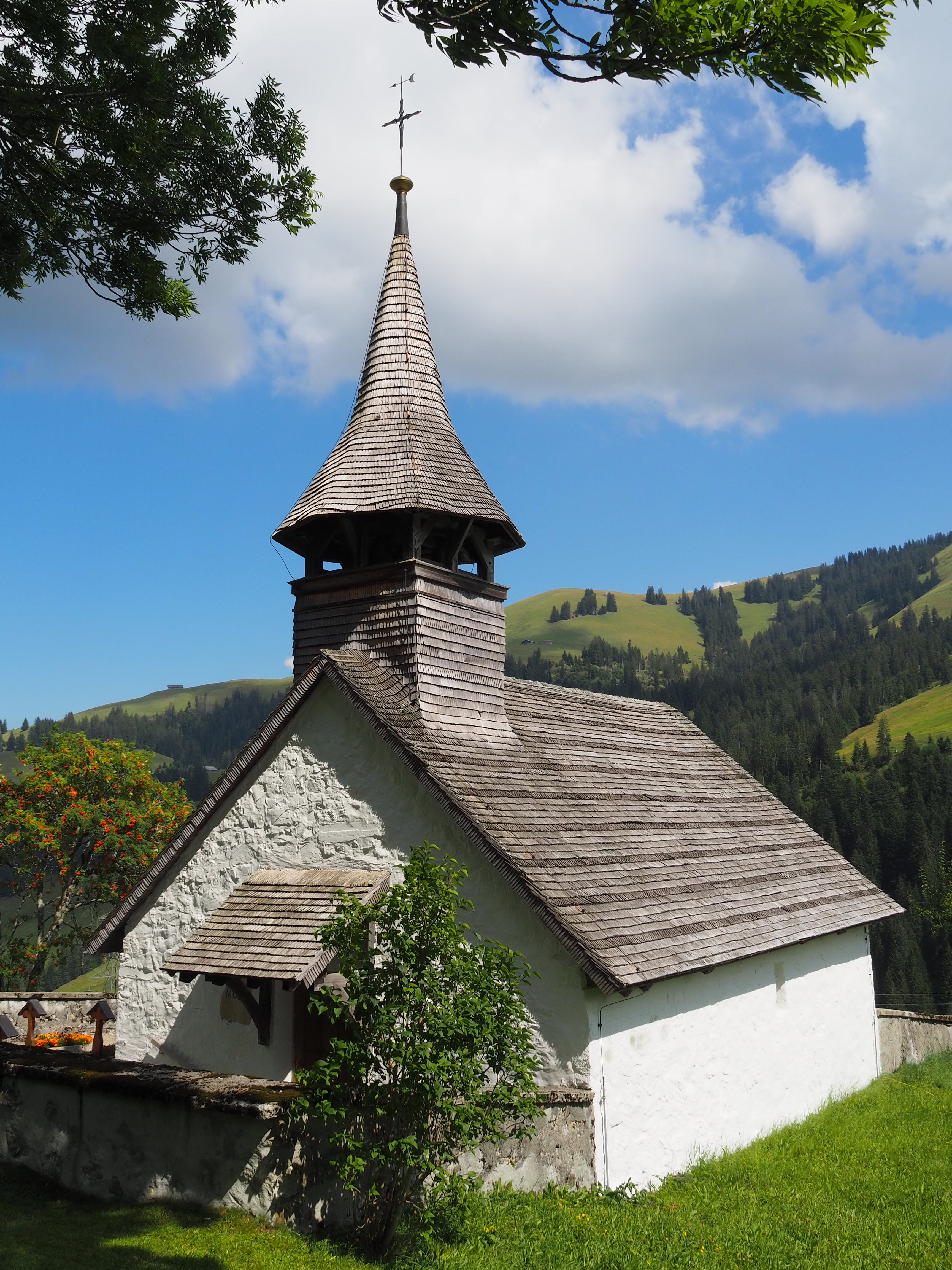
La chiesa riformata di Abländschen

- Chiesa riformata (già di San Maurizio), attestata dal 1228 e ricostruita nel 1444-1447[1];
- Chiesa riformata di Abländschen, attestata dal 1556[1][2];
- Cappella di Sant'Anna, eretta nel 1511[1];
- Cappella di San Nicola a Gstaad, eretta nel 1402[1][3].

## Società

### Evoluzione demografica
L'evoluzione demografica è riportata nella seguente tabella:
Abitanti censiti

## Geografia antropica

### Frazioni

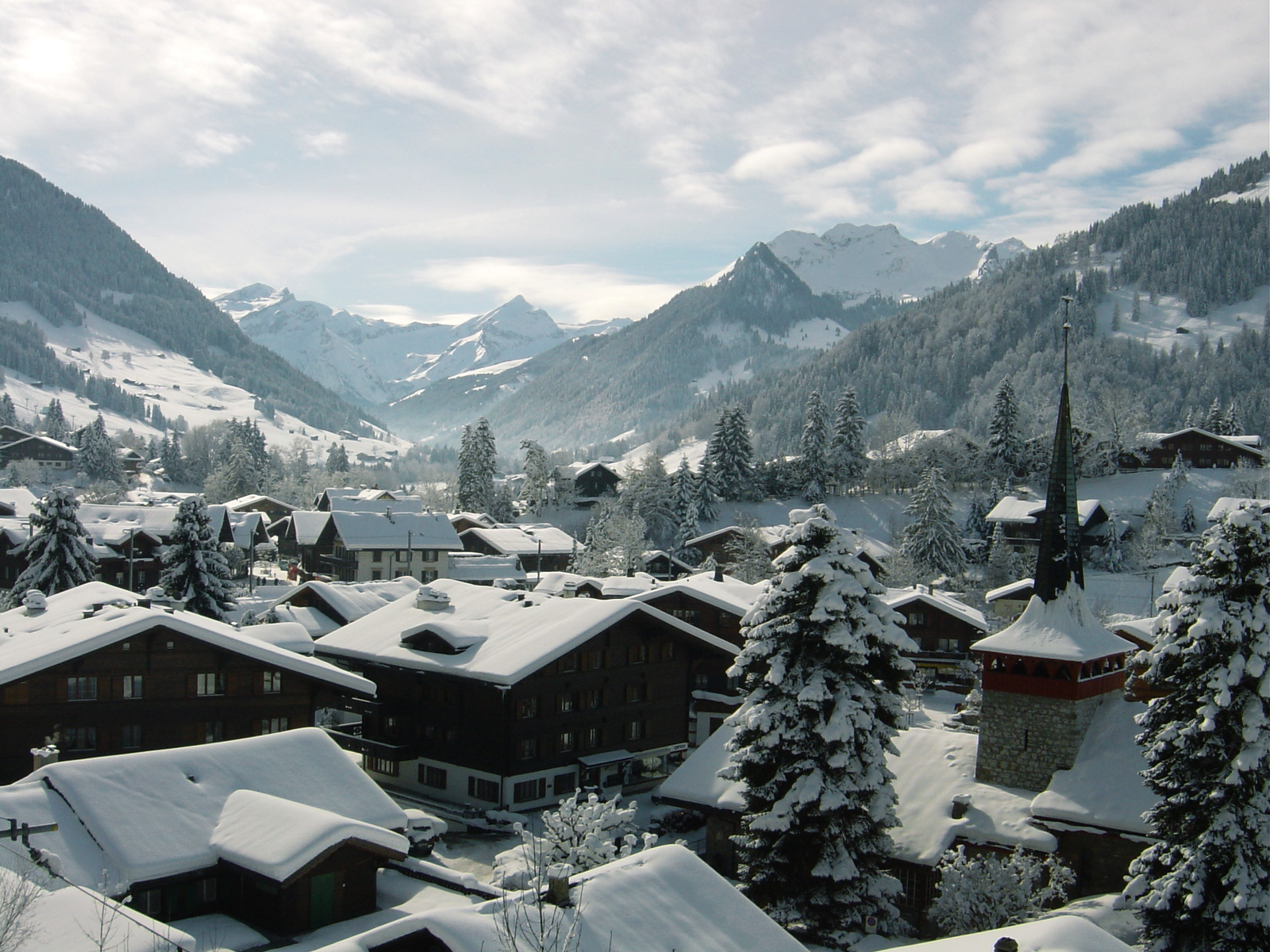
Gstaad

Le frazioni di Saanen sono:
- Abländschen[2]
- Gstaad[3]
  - Bissen
- Ebnit
- Gruben[senza fonte]
- Grund[senza fonte]
- Kalberhöni[senza fonte]
- Saanenmöser
- Schönried
- Turbach[senza fonte]

## Economia
Saanen e la frazione Gstaad sono rinomate stazioni sciistiche; è inoltre originaria di questo comune, l'omonima razza caprina da latte Saanen, considerata una delle più produttive del mondo e diffusa in diverse nazioni.

## Infrastrutture e trasporti

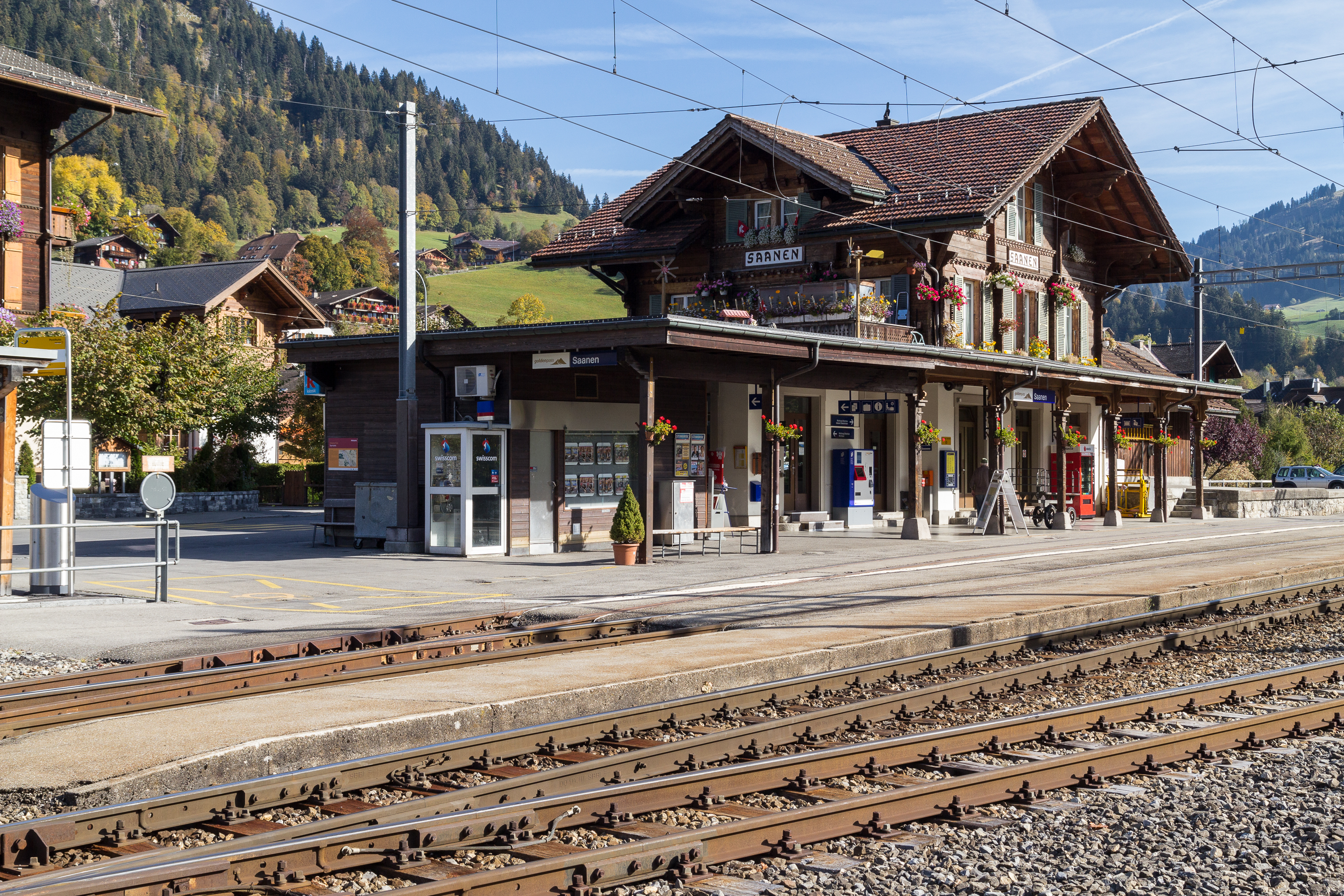
La stazione di Saanen

Saanen è servito dall'omonima stazione e da quelle di Gstaad, di Gruben, di Schönried e di Saanenmöser sulla ferrovia Montreux-Oberland Bernese.

## Amministrazione
Ogni famiglia originaria del luogo fa parte del cosiddetto comune patriziale e ha la responsabilità della manutenzione di ogni bene ricadente all'interno dei confini del comune.